# Bitwa pod Hadong
Bitwa pod Hadong – starcie zbrojne stoczone w czasie wojny koreańskiej 27 lipca 1950 roku. Zwycięstwo Koreańczyków z Północy nad Amerykanami.

## Kontekst
Amerykanie z 29 Pułku Piechoty US Army zostali skierowani do zajęcia miejscowości Hadong w południowej Korei. Nie spodziewając się żołnierzy Koreańskiej Armii Ludowej w tej okolicy, wpadli w zasadzkę.

## Bitwa
Walki trwały około trzech godzin. Koreańczykom udało się rozdzielić szyki amerykańskie. Zdezorganizowani Amerykanie rozpoczęli chaotyczny odwrót, ścigani przez Koreańczyków ponosząc znaczne straty.
Po tym zwycięstwie oddziały koreańskie skierowały się na wschód, w kierunku tzw. worka pusańskiego.